# Caradrina didyma
Caradrina didyma là một loài bướm đêm trong họ Noctuidae.